# Longueil-Sainte-Marie
Longueil-Sainte-Marie là một xã thuộc tỉnh Oise trong vùng Hauts-de-France tây bắc nước Pháp. Xã này nằm ở khu vực có độ cao trung bình 28-129 mét trên mực nước biển.